# 埃贡·约恩松
埃贡·约恩松（瑞典語：Egon Jönsson，1921年10月8日—2000年3月19日），瑞典男子足球运动员。他曾入选1948年和1952年夏季奥林匹克运动会足球比赛瑞典队名单，但两次均未上场参赛。